# West Coast Airlines
West Coast Airlines fue una aerolínea de servicio local de los Estados Unidos, una aerolínea programada certificada por la Junta de Aeronáutica Civil (CAB), que conectaba pequeñas ciudades del noroeste del Pacífico con ciudades más grandes en Washington, Oregón, Idaho, Utah, Montana, California y hacia el norte hasta Alberta en Canadá. Su sede se encontraba en el área de Westlake en Seattle, Washington.

## Historia
West Coast fue fundada en 1941 y adquirió a la también aerolínea de servicio local Empire Air Lines en 1952. La compañía tenía su sede en Boeing Field en Seattle y comenzó el servicio regular de pasajeros en 1946 con una flota de Douglas DC-3, comercializados como Scenicliners.
Una película promocional producida para la compañía en la década de 1960 mencionaba que en 1946 la Junta de Aeronáutica Civil (CAB) otorgó el primer certificado de aerolínea regional a West Coast Airlines como transportista de servicio local.
En julio de 1953, West Coast tenía vuelos programados a 32 aeropuertos en Washington, Oregón e Idaho; en mayo de 1968 volaba a 36 aeropuertos, incluyendo 29 en esos estados. Como otras aerolíneas de servicio local, West Coast estaba subsidiada; en 1962 sus ingresos incluían 6,6 millones de dólares de pasajeros y 5,4 millones de dólares por correo.
West Coast fue la primera aerolínea de servicio local en Estados Unidos en utilizar aviones a turbina cuando inició vuelos con Fairchild F-27 en septiembre de 1958. El F-27 era la versión fabricada en EE. UU. del Fokker F27 Friendship de origen neerlandés. En junio de 1968, West Coast fue la primera aerolínea en ordenar aviones bimotores Fairchild 228, con la adquisición de tres unidades previstas, pero el F-228, una variante más pequeña del Fokker F28 Fellowship neerlandés, nunca llegó a producirse. El único jet operado por West Coast fue el Douglas DC-9-14 con 75 asientos, todos en clase turista.
El 1 de julio de 1968, West Coast se fusionó con Pacific Air Lines y Bonanza Air Lines para formar Air West, que en 1970 se convirtió en Hughes Airwest. En 1968, West Coast operaba Douglas DC-9, Fairchild F-27, Douglas DC-3 y Piper Navajo. Los DC-3 no fueron transferidos a Air West y fueron retirados; los Navajos continuaron operando durante un corto tiempo. El sistema de rutas de West Coast entonces incluía ciudades en Idaho, Oregón, Washington y varias en Montana. San Francisco, Oakland y Sacramento en el norte de California se añadieron en 1959, y posteriormente se comenzó a servir a Salt Lake City. El único destino internacional de West Coast era Calgary, Alberta, servido con F-27 desde Spokane. Casi todos los vuelos de West Coast en Seattle utilizaban el Boeing Field (BFI) en lugar del Aeropuerto Internacional de Seattle-Tacoma (SEA); tras la fusión, Air West y su sucesora Hughes Airwest continuaron usando BFI hasta que los vuelos en DC-9 y F-27 se trasladaron a SEA en 1971.

## Destinos de servicio con jets en 1968
El horario de West Coast del 28 de abril de 1968 listaba las siguientes ciudades atendidas con jets Douglas DC-9-10:
- Boise, ID (BOI)
- Eugene, OR (EUG)
- Medford, OR (MFR)
- Pasco, WA (PSC)
- Portland, OR (PDX)
- Salt Lake City, UT (SLC)
- San Francisco, CA (SFO)
- Seattle, WA - Boeing Field (BFI)
- Spokane, WA (GEG)
- Walla Walla, WA (ALW)
- Yakima, WA (YKM)

Otros destinos eran atendidos por Fairchild F-27, Douglas DC-3 y/o Piper Navajo (o, en 1966, Piper Aztec).
La línea sucesoria de West Coast continuó a través de una serie de fusiones: en 1980 Hughes Airwest fue adquirida por Republic Airlines, que había sido creada por la fusión de Southern Airways y North Central Airlines en 1979. En 1986, Republic Airlines fue adquirida por Northwest Airlines (anteriormente Northwest Orient Airlines). La Fusión Delta-Northwest con Delta Air Lines como aerolínea sobreviviente se completó en 2010.
En 2001 se intentó resucitar el nombre de West Coast Airlines, con planes de establecer una aerolínea basada en Concord, California, para conectar varias ciudades del norte de California con Las Vegas, Reno y San Diego. El esfuerzo terminó en bancarrota.
Una aerolínea regional canadiense con un nombre similar, West Coast Air, operaba hidroaviones entre Vancouver y Victoria, en Columbia Británica.

## Destinos en 1968
El horario de West Coast del 28 de abril de 1968 listaba vuelos de pasajeros programados a:
- Astoria, Oregón
- Baker, Oregón
- Boise, Idaho - Ciudad foco
- Burley, Idaho - Rupert, Idaho era servido vía Burley.
- Calgary, Alberta, Canadá - único destino internacional
- Corvallis, Oregón - Albany, Oregón era servido vía Corvallis
- Ephrata, Washington - Moses Lake, Washington era servido vía Ephrata
- Eugene, Oregón
- Great Falls, Montana
- Hoquiam, Washington - Aberdeen, Washington era servido vía Hoquiam
- Idaho Falls, Idaho
- Kalispell, Montana
- Klamath Falls, Oregón
- Lewiston, Idaho - Clarkston, Washington era servido vía Lewiston
- McMinnville, Oregón
- Medford, Oregón
- North Bend, Oregón - Coos Bay, Oregón era servido vía North Bend
- Oakland, California
- Olympia, Washington
- Ontario, Oregón - Payette, Idaho era servido vía Ontario
- Pasco, Washington
- Pocatello, Idaho
- Portland, Oregón - Ciudad foco
- Pullman, Washington - Moscú, Idaho era servido vía Pullman
- Redmond, Oregón - Bend, Oregón era servido vía Redmond
- Roseburg, Oregón
- Sacramento, California
- Salt Lake City, Utah
- San Francisco, California
- Seattle, Washington - Hub y sede central en Boeing Field (BFI)
- Spokane, Washington - Ciudad foco
- Sun Valley, Idaho
- Tacoma, Washington
- Twin Falls, Idaho
- Walla Walla, Washington
- Wenatchee, Washington
- Yakima, Washington

## Flota

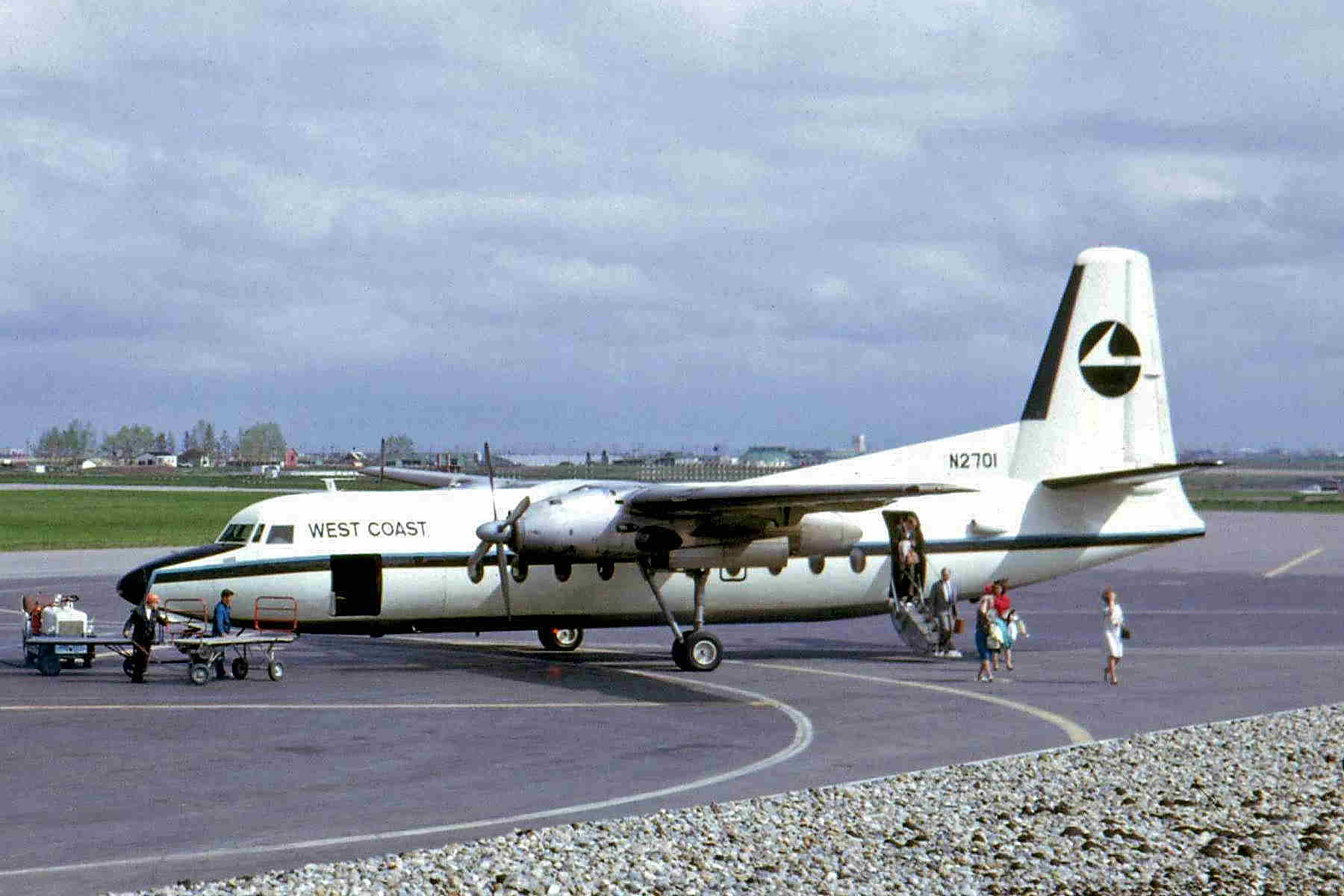
Fairchild F-2 de West Coast7

La flota de West Coast Airlines estaba compuesta por las siguientes aeronaves:
- 13 - Douglas DC-3
- 4 - Douglas DC-9-14
- 14 - Fairchild F-27
- Piper Aztec
- Piper Navajo (modelo PA-31)

## Accidentes
- El 24 de agosto de 1963, un Fairchild F-27 que operaba el Vuelo 794 de West Coast Airlines, volando desde Spokane, Washington a Calgary, Canadá, se estrelló antes de llegar a la pista en Calgary. Una investigación concluyó que el piloto no mantuvo la altitud mínima aprobada durante la aproximación. No hubo víctimas fatales entre los 16 ocupantes.[14]
- El Vuelo 956 de West Coast Airlines se estrelló el 1 de octubre de 1966, con dieciocho fallecidos y ningún sobreviviente a unos 5,5 millas (9 km) al sur de Wemme, Oregón. Este accidente marcó la primera pérdida de un Douglas DC-9,[15] y las primeras víctimas fatales para la aerolínea.[16][17][18][19][20]
- El Vuelo 720 de West Coast Airlines se estrelló el 10 de marzo de 1967, con cuatro fallecidos y ningún sobreviviente cerca de Klamath Falls, Oregón. El Fairchild F-27 se dirigía hacia Medford desde Klamath Falls, y se estrelló debido a la acumulación de hielo en la aeronave.[21][22][23]